# 國崎出雲軼事
《國崎出雲軼事》是由平川彩（ひらかわあや）於《週刊少年Sunday》上連載的漫畫，台灣繁體中文版由青文出版社代理，香港繁體中文版由文化傳信代理。

## 概要
一心想成為男子漢的歌舞伎旦角演員國崎出雲，由於天生長相與體型的關係而總是被周遭的同學當成女孩子看待，由於母親忽然與朋友出外旅行一年的緣故而不得不回到睽違八年的父親身邊，因此再次回到了歌舞伎的世界中。

## 登場角色

### 主要角色
國崎出雲
聲優 - 澤城美雪
本作主角，身高1.58 米, 生日為9月23日, 血型為O型.歌舞伎世家國崎屋的獨生子，由於從小就開始扮演歌舞伎旦角的關係（歌舞伎的演員全都是男性）而被同校的男生們當成女孩子熱烈追求。八年前因為父母分居而與母親同住，後來母親出外旅行而不得不回到國崎屋，並轉學進入四条河原高中藝能科一年級就讀，由於在前一所學校的慘痛回憶，在學校內對同學們隱瞞自己身為歌舞伎旦角演員的身份。
正義感強烈，運動神經發達，屬於身體動得比腦筋快的類型，但是相當害怕鬼怪一類的東西，雖然一直想成為男子漢，但在歌舞伎演出中總是擔任旦角，又因為某些原因而常常得扮女裝，甚至參加過地方性的選美比賽以及在女僕餐廳打工，成為男子漢的願望似乎與其漸行漸遠。
領悟能力非常強，即使有八年的空窗期仍可以完美的詮釋女性角色，在短短一週之內就將三味線加入自己的風格，面對襲來的困難總能夠迎刃而解，強大的個人魅力吸引身邊各家演員的青睞。
- 演出過的角色:雲之絕間姬(鳴神)、時姬(鎌倉三代記)、八重垣姬、阿古屋(壇浦兜軍記)、巴御前、藤娘(藤娘)、八橋(龍釣瓶花街醉醒)、揚卷(助六由緣江戶櫻)、阿岩(東海道四谷怪談)等

栂敷紗英
聲優 - 岸尾大輔
四条河原高中藝能科二年級生，身高1.76 米, 生日為4月1日, 血型為A型.名門栂敷屋的少爺與歌舞伎界新生代的實力派演員，初登場時個性惡劣，並且有著自戀傾向，但在與出雲共演「鳴神」後洗心革面，並成為出雲的朋友之一。
由於出雲與加賀斗在「鳴神」劇中雲之絕間姬（出雲扮演）的戲服內動了手腳用來捉弄紗英，使得他自此之後一直以為出雲是女兒身，在故事中有著許多熱烈追求而被出雲痛扁的橋段，也常常為了協助出雲而扮成各式各樣的角色，不過幾乎都會當場就被人給拆穿。
常常因為太超過的舉動被出雲痛打。
源玄衛
聲優 - 悠木碧
身高1.40 米, 生日為5月5日, 血型為AB型.四条河原高中藝能科一年級生，歌舞伎世家源屋的獨生子，由於多年來的長相幾乎沒變化，可以說與幼年期根本沒什麼差別的緣故，而在歌舞伎中長年扮演幼童角色，由於成長期的關係而使得他的父母打算將其送往演藝圈發展，但在與出雲共演「鐮倉三代記」時決定了自己的志向，因而繼續留在歌舞伎界中發展。
有著與外表完全不搭配的小惡魔性格，曾經因為零用錢不夠而以要在校內洩露出雲是旦角一事，藉此要脅其參加選美比賽以賺取優勝獎金，也曾經為了進入女僕餐廳的廚房內打工賺錢而硬將出雲拖進去扮女僕。另外，在某些事件中常常見到他手上拿著打了馬賽克的「玩具」，至於實際上到底是什麼東西則尚未公開。
菅原松樹
聲優 - 綠川光
身高1.8 米, 生日為2月24日, 血型為A型.四条河原高中普通科一年級生，歌舞伎名門菅原屋的次子，原本與自己的大哥梅樹之間的關係非常不好，就讀普通科也是因為討厭大哥的關係，但在與出雲和梅樹共演「籠釣瓶花街醉醒」中得知了大哥真實的想法而與其順利和解，之後原本互不往來的兄弟兩人，雙方之間的互動改善了許多。
個性十分努力，在歌舞伎演技與學業成績方面都相當優秀，運動能力高超，格鬥方面似乎也頗為擅長，有著與梅樹合力對抗十多名不良少年而毫髮無傷地獲勝之紀錄。原本只是為了避開梅樹而前往女僕餐廳打發時間，在與出雲互動過後變成了常客，平常稱呼出雲為「女僕」。
菅原梅樹
聲優 - 谷山紀章
身高1.74 米, 生日為1月6日, 血型為B型.四条河原高中藝能科二年級生，歌舞伎名門菅原屋的長子，因為名門長子的身份而導致行為嚴重偏差，因而與自己的弟弟松樹長期交惡，實際上則是故意使壞以求凸顯弟弟的優秀才華，進而拋棄繼承人身份以讓弟弟繼承菅原屋的名號，但在「籠釣瓶花街醉醒」中讓松樹理解了自己真正的想法後，兄弟之間的關係因此緩和了許多。
運動能力與格鬥方面與弟弟不相上下，在歌舞伎方面亦相當認真努力，擅長演出的角色是俊美的惡漢，原因則是痞子本性使然，與出雲共同演出的次數比起紗英、玄衛以及松樹都還要多。另外，很喜歡貓，是貓咪咖啡廳的常客。

### 國崎屋
皇加賀斗
聲優 - 齋賀光希
出雲離開國崎屋後被八雲收為養子的青年，身高1.65 米, 生日為10月30日, 血型為A型.出雲的師兄，也是出雲演技方面的實際指導者，同時亦為人氣相當高的優秀歌舞伎旦角演員，但是身體狀況不太好，初登場時就曾因為過勞而病倒。
以「可以做為旦角的練習」為理由，平常絕大多數時間都是穿著女裝，有著多次以女裝姿態出門活動的紀錄，偶爾也會強迫出雲一同扮女裝出門。
國崎八雲
國崎屋的第16代當家，出雲的父親，對於自己的兒子有著過度的親情，也因此自己的妻子在八年前忍無可忍而帶著出雲離開國崎屋。故事中常常擅自決定出雲下一部戲碼的演出角色（當然是旦角），也常因此遭到出雲修理。
志賀累
國中生，出雲的徒弟。

### 四条河原高中
仲村柚葉
聲優 - 喜多村英梨
身高1.56 米, 生日為4月16日, 血型為B型.出雲的青梅竹馬，歌舞伎世家仲村屋的大小姐，讓出雲在幼年期對飾演旦角產生反感的罪魁禍首之一，不過本人未查覺此事。
加賀斗的粉絲，近距離與本人接觸時顯得相當興奮。
蓮&圭
知名偶像團體，與出雲為好朋友，其中蓮似乎對加賀斗有好感（因不知其為男兒身）。

### 大鹿村
德大寺 直
聲優 - 未知
中學二年級，和虻川良同班。
個性似乎有點腹黑。
虻川良
聲優 - 未知
中學二年級，和大寺德直同班。
伊織
遞傳子弟之一，和出雲是好朋友。
清良
歌舞魅聲團長，雙重人格。

## 单行本
1. 2010年4月16日发售 ISBN 978-4-09-122270-1
2. 2010年7月16日发售 ISBN 978-4-09-122476-7
3. 2010年10月18日发售 ISBN 978-4-09-122627-3
4. 2011年1月18日发售 ISBN 978-4-09-122768-3
5. 2011年4月18日发售 ISBN 9784-09-122852-9
6. 2011年7月15日发售 ISBN 978-4-09-123179-6
7. 2011年10月19日发售 ISBN 978-4-09-123333-2 / Drama CD限定版 ISBN 978-4-09-941725-3
8. 2012年1月18日发售 ISBN 978-4-09-123520-6
9. 2012年4月18日发售 ISBN 978-409-123647-0
10. 2012年7月18日发售 ISBN 978-4091237897
11. 2012年9月18日发售 ISBN 978-4091240149 / Drama CD限定版 ISBN 978-4099418045
12. 2013年1月18日发售 ISBN 978-4-09-124168-9

## 外部連結
- 青文出版社《國崎出雲軼事》（页面存档备份，存于）
- 小學館《國崎出雲軼事》